# Mala Grabovnica, Brus
Mala Grabovnica (izvirno srbsko Мала Грабовница) je naselje v Srbiji, ki upravno spada pod Občino Brus; slednja pa je del Rasinskega upravnega okraja.

## Demografija
V naselju živi 147 polnoletnih prebivalcev, pri čemer je njihova povprečna starost 39,2 let (39,0 pri moških in 39,3 pri ženskah). Naselje ima 57 gospodinjstev, pri čemer je povprečno število članov na gospodinjstvo 3,19.
To naselje je, glede na rezultate popisa iz leta 2002, večinoma srbsko.
|  |

| Demografija | Demografija     | Demografija     |
| Leto        | Št. prebivalcev | Št. prebivalcev |
| ----------- | --------------- | --------------- |
|             |                 |                 |
|             |                 |                 |
|             |                 |                 |
|             |                 |                 |
| 1948        | 335             |                 |
| 1953        | 407             |                 |
| 1961        | 361             |                 |
| 1971        | 188             |                 |
| 1981        | 170             |                 |
| 1991        | 167             | 167             |
| 2002        | 184             | 182             |
|             |                 |                 |

| Etnična sestava po popisu iz leta 2002 | Etnična sestava po popisu iz leta 2002 | Etnična sestava po popisu iz leta 2002 | Etnična sestava po popisu iz leta 2002 | Etnična sestava po popisu iz leta 2002 |
| -------------------------------------- | -------------------------------------- | -------------------------------------- | -------------------------------------- | -------------------------------------- |
| Srbi                                   | Srbi                                   |                                        | 179                                    | 98,35%                                 |
| Neznano                                | Neznano                                |                                        | 0                                      | 0,0%                                   |